# Oligopogon penicillatus
Oligopogon penicillatus là một loài ruồi trong họ Asilidae. Oligopogon penicillatus được Loew miêu tả năm 1858.